# Maksim Andraloits
Maksim Andraloits (né le 17 juin 1997) est un athlète biélorusse, spécialiste du décathlon.
Il bat le record national junior pour remporter la médaille d'argent lors des Championnats du monde juniors 2016. Il termine en tête, avec 4130 points, lors de la première journée du décathlon, lors des Championnats d'Europe espoirs 2017 à Bydgoszcz, alors que son record senior est de 7 669 points obtenu à Tallinn début juillet. Le deuxième jour, il y bat son record personnel, avec 7858 points, mais termine à la 5e place des Championnats d'Europe espoirs.
Le 28 avril 2018, il porte son record personnel à 7863 lors du meeting de Florence.